# Biscupia
Biscupia, in croato Biskupija, è un comune della Croazia di 1.669 abitanti della Regione di Sebenico e Tenin.

## Località
Il comune di Biscupia è suddiviso in 8 frazioni (naselja), di seguito elencate. Tra parentesi il nome in lingua italiana, generalmente desueto.
- Biskupija (Biscupia)
- Markovac
- Orlić (Orlich[1])
- Ramljane (Ramgliane[3])
- Riđane (Rigiane[4])
- Uzdolje (Usdoglie[5])
- Vrbnik (Verbenico[6])
- Zvjerinac